# Nicéphore Saint-Eudes
Nicéphore Antoine Thomas Fylla Saint-Eudes (ur. 1956) – kongijski polityk, minister rozwoju przemysłu i promocji sektora prywatnego, od 2016 do 2021 był ministrem kształcenia technicznego i kształcenia zawodowego oraz zatrudnienia.
Jest byłym deputowanym do Senatu Republiki Konga i przewodniczący komisji gospodarki i finansów tamże, od 2017 roku jest deputowanym do Zgromadzenia Narodowego Konga z okręgu Kinkala z departamentu Pool.

## Młodość i wykształcenie
Nicéphore Saint-Eudes urodził się w 1956 roku. Uzyskał doktorat w dziedzinie nauk ekonomicznych i politycznych na uniwersytecie w Grenoble we Francji. Posiada akredytację CEMAC.

## Kariera polityczna i zawodowa
W 1991 roku założył Liberalną Partię Republikańską (fr. Parti républicain libéral). Fundamentami i założeniami partii są między innymi jedność narodowa i niepodległość; sekularyzm państwa; demokracja i poszanowanie wolności; kontrolowana gospodarka liberalna, ochrona środowiska i zrównoważony rozwój, a także zmniejszanie nierówności społecznej.
Od 1991 do 2009 roku był wiceprzewodniczącym krajowej Komisji ds. Gospodarki i Finansów  (fr. Commission Économie et Finances). W latach 2003–2009 był dyrektorem generalnym Saris-Congo, spółki zajmującej się przemysłową rafinacją cukru z siedzibą w Nkayi. Przez dwadzieścia lat pracował w Ernst & Young. Był prezesem i dyrektorem generalnym firmy księgowej i konsultingowej Rainbow Finance SA.
Był radnym miasta Brazzaville. W wyborach parlamentarnych w 2002 roku uzyskał mandat deputowanego do Zgromadzenia Narodowego z okręgu obejmującego dzielnicę Poto-Poto w Brazzaville, uzyskał 61,26% głosów.
Był jednym z kandydatów w wyborach prezydenckich w 2009 roku. Jako kandydat PRL uplasował się na trzecim miejscu, uzyskując 6,98%. W wyborach parlamentarnych w 2011 roku został wybrany deputowanym do Senatu Republiki Konga z ramienia PRL. W senacie objął stanowisko przewodniczącego komisji gospodarki i finansów.

### Stanowisko ministra
30 kwietnia 2016 roku został powołany w skład rządu na stanowisku ministra kształcenia technicznego i kształcenia zawodowego oraz zatrudnienia, zastępując Serge Blaise Zoniaba. W wyborach parlamentarnych w 2017 roku został ponownie wybrany deputowanym do Zgromadzenia Narodowego XIV kadencji. Kandydował z okręgu Kinkala (w departamencie Pool). Na stanowisku deputowanego zaprzysiężony został 19 sierpnia 2017 roku. Po rekonstrukcji rządu w 2017 roku, został ponownie powołany na stanowisko ministra kształcenia technicznego i kształcenia zawodowego oraz zatrudnienia.
Po utworzeniu nowego rządu, przez premiera Anatole Collinet Makosso, 15 maja 2021 roku został powołany na stanowisko ministra rozwoju przemysłu i promocji sektora prywatnego.